# クレヨンしんちゃん 嵐を呼ぶジャングル
『クレヨンしんちゃん 嵐を呼ぶジャングル』（クレヨンしんちゃん あらしをよぶジャングル）は、2000年4月22日に公開された『クレヨンしんちゃん』の劇場映画シリーズ8作目。上映時間は88分。興行収入は約11億円。

## 概要
劇場映画シリーズの興行収入は第一作から下降傾向にあったがこの作品で持ち上がり、縁起をかついで以降、17作目を除いて20作目までの全てのタイトルに「～を呼ぶ」のフレーズが付けられるようになった。
興行収入が減り続けていたため、「しんのすけが主人公としてメインで活躍する作品を作る」という方向で制作されたことが、監督の原恵一やプロデューサーの茂木仁史によって証言されている。そのため、本作はしんのすけとひまわりが中心のストーリーとなっている。また、本作ではしんのすけ以外のかすかべ防衛隊メンバーがいつもの私服姿ではなく、別物の私服姿になっている。
劇中、猿とパラダイスキングが踊るシーンでは、カール・ダグラスが歌う「吼えろ! ドラゴン」（劇中テロップでは「吼えよ! ドラゴン」に改名）が使われた。詳細は#主題歌を参照。
第1作『アクション仮面VSハイグレ魔王』とはアクション仮面の位置づけが異なっており、第1作が「パラレルワールドのヒーロー」という描写だったのに対し、本作では「俳優が演じる特撮キャラクター」という現実的な描写になっている。
前作に引き続き、春日部市民が多数登場している他、酢乙女あい・黒磯・染谷・野原銀の介が劇場版に初登場。

### その他
TVアニメの12番目のエンディングテーマ『全体的に大好きです。』の一枚絵に過去の映画で登場したキャラクターたちが描かれており、その中にパラダイスキングもいて、相変わらずの衣装で路上に座って弾き語りしている。
劇中劇『映画アクション仮面・南海ミレニアムウォーズ』は、SML映画社によって制作、配給されているが、その屋号とロゴマークは前々作『クレヨンしんちゃん 電撃!ブタのヒヅメ大作戦』に登場した秘密組織SMLのものと同じである。
小林幸子がアニメ映画の主題歌を歌うのは『劇場版ポケットモンスター ミュウツーの逆襲』以来およそ2年ぶりで、今回は2度目である。小林は次作『嵐を呼ぶ モーレツ!オトナ帝国の逆襲』の主題歌も担当している。
今作では臼井儀人が登場せず、書き置きのみが残されていた。
本作が20世紀に公開される最後の映画作品となった。

## あらすじ
野原しんのすけや幼稚園の子供たちも夢中になっている『アクション仮面』の映画最新作「南海ミレニアムウォーズ」が公開される。アクション仮面の敗北を示唆する予告にしんのすけはどぎまぎし、野原一家・風間トオルとそのママ・桜田ネネとそのママ・佐藤マサオとそのママ・ボーちゃん（いつも通り親は不在）は、映画の完成を記念した豪華客船ツアーに参加し、船の旅を満喫する。その一方、いつもの春日部はしんのすけ達がいなくて一部はのんびりしたり、少し寂しかったりする人達もいたのであった。
そして夜。待ちに待った船上試写会が始まった。だが、その試写会の途中で上映が突然ストップ。謎のサル軍団が現れてツアーに参加している全ての大人達とアクション仮面役の郷剛太郎を南の島へ拉致し、子供達だけがとり残されてしまった。
野原しんのすけ・風間トオル・桜田ネネ・佐藤マサオ・ボーちゃんの5人から成る"かすかべ防衛隊"は、大人達を助けに行こうと、豪華客船に置いてあった水上オートバイを暴走させ南の島へと上陸、ジャングルの中を進む。さらに、ひまわりとシロも彼らを追って船を飛び出す。
その島を支配していたのは、サル達を率いるパラダイスキング。彼は自らの野望のため、大人達を奴隷にし、子供たちを洗脳するためにアクション仮面を打ち倒そうとしていた。
かすかべ防衛隊は、冒険の途中にバナナを食べて休憩をしていたが、そこにサル軍団が現れた。抵抗するかすかべ防衛隊であったが、しんのすけとひまわりを除く全員とシロが捕まり、連れ去られてしまう。果たして野原兄妹は両親と大人達とかすかべ防衛隊とシロ、そしてアクション仮面をお助けすることができるのだろうか?

## 登場人物
パラダイスキング
本作の悪役。ジャングルに被われ多数のシロテテナガザルが棲んでいる無人島（フィリピンもしくはカロリン諸島近海）の支配者。年齢は40代半ば。紫色のアフロヘアと独特のファッションがトレードマーク。しんのすけに「爆発頭」と言われている。ヘビースモーカーでもあり、一度に煙草を3本も吸っている描写がある。
元は普通の日本人であり、ある理由でかつて日本を離れてのんびり暮らそうとして無人島に到達したが、島にいたサルに襲われる。しかし襲い来るサル達との死闘に勝利し、サル達の“王”となって自らの王国を築いた。身体にはその際受けた傷がいくつもあり、座礁し廃船となった大型貨物船を改造して居城にしている。同船内の廊下の壁には「サルを支配するためのソロモン王の眼」が描かれている。
戦う意思を見せない郷剛太郎をその気にさせる為に、捕らえたしんのすけ以外のかすかべ防衛隊メンバーとシロを人質として指し示したり、王国の秘密を知った口封じの為にしんのすけ達を船ごと始末しようとするなど、その性格は郷からも「まともじゃない」と言われる程に冷酷非情（本人曰く「まともでは王は務まらない」との事）。
「サルのできる事には限界がある」という理由から、大人の人間の奴隷を欲してサル達に豪華客船を襲撃させ、子供に対しても力を誇示するために郷剛太郎扮するアクション仮面と対決する。サル達に生身で勝利した戦闘力は超人の域に達しており、野生の中で鍛えたルール無用の戦法で序盤はアクション仮面を圧倒するも、しんのすけや大勢の大人達の声援を受け鼓舞したアクション仮面の猛反撃を受け、一時は形成を逆転される。
その後、従えていたサル達をしんのすけによって解放され、王国から逃走。王国を崩壊させられた復讐と口封じの為に『地獄の黙示録』（1979年）のごとくヘリコプターに乗って「ワルキューレの騎行」を鼻歌で唄いながら、島から脱出したしんのすけ達が乗る船を追撃し、船を沈めようとダイナマイトを投げつける。
船を守る為にジェットパックを装備して出撃したアクション仮面としんのすけと激しい空中戦を繰り広げるが、しんのすけによってダイナマイトをアフロに入れられ混乱した隙を突かれ、ケツだけアタックをくらい気絶した。しんのすけとアクション仮面によって爆発寸前のヘリコプターから救出されると同時に船上プールに落ちた後、最後は他の乗客達に包囲された事でようやく降参した。その際、自慢のアフロもメチャクチャになり、しんのすけから笑われてしまった。

猿
パラダイスキングが手懐けたシロテテナガザル。当時、島に着いたばかりのパラダイスキングに対して攻撃するが、後に敗北し忠実な下僕になった。
集団で襲いかかるため、キレたみさえですら敵わない程、凶暴かつ強い。しかし、囲まれた際に大泣きしたひまわりと必死にひまわりをあやすしんのすけを見て、二人を襲わずにそのまま去っていくといった理性的な一面も併せ持つ。
しんのすけのケツだけ歩きの奇妙な動きには弱く、大人たちも加勢して一斉に行った集団ケツだけ歩きに圧倒されて逃げ出してしまう。その後、パラダイスキングとアクション仮面の決闘後に、解放された一部の大人達から仕返しを受けそうになるが、一度サル達に見逃してもらった事で彼らが根は悪いサルではないと気づいていたひまわりが泣いて引き止めたことや「サル達を痛めつけても何もならない」と大人達を諭したアクション仮面によって、事なきを得る。最後は「わたあめ」になったシロを頭に被ってパラダイスキングに扮したしんのすけから「もう悪いことをしてはいけない。みんなジャングルに帰って平和に暮らすこと」と諭された事で改心し、パラダイスキングの下を離れて去っていった。
エンディングでは、後日しんのすけがパラダイスキングとの最後の戦いの際に落とした片方の靴を拾い、恩人であるしんのすけを思い出して喜んでいる描写がある。
第25作『襲来!!宇宙人シリリ』では、八尾の豪邸の森の中に一匹だけ生息している。

無人島のワニ
無人島の川辺に生息している。ジャンケンに負けたマサオがおとり作戦でフラダンスをし、ワニを誘き寄せているその隙にしんのすけ達が川で水分補給をするも、ワニに囲まれたマサオは、しんのすけ達から「あいちゃんはマサオくんの事を好きって巷じゃ噂」などの酢乙女あいへの恋心をくすぐる言葉で火事場の馬鹿力に目覚め、ワニから逃れることができた。

キャプテン
豪華客船の船長。冷静沈着な性格。ひろしやみさえ、他の大人たちと共に牢屋（ロッカー）に閉じ込められていたところをしんのすけに助けられ、両手足を縛られた状態で脱走する際にしんのすけが提案したケツだけ歩きに「ナイスなアイデアかもしれない」と賛同した。しんのすけを先頭にひろしやみさえ達と共にケツだけ歩きでの脱走に成功、別の牢屋に閉じ込められた者たちをはじめ、他の大人たちを救出した。
その後乗客乗員と共に船に戻り、島から船で航行中にパラダイスキングの追撃を受けるも、しんのすけとアクション仮面の活躍により船の沈没は免れた。

ペガサス（小林幸子アクションミレニアムビーム発射装置）
北春日部博士が開発した新兵器。小林幸子の紅白歌合戦の衣装をモチーフにした金ピカの派手な衣装で、小林幸子の顔が描かれている。アクション仮面は「小林幸子アクションミレニアムビーム」で最強怪獣を倒した。
エンディングでは、後日船内におけるアクション仮面ショーでも登場しており、今回の事件の功績を称えられたのか、しんのすけも同じ衣装でショーに参加し、ひろしとみさえを唖然とさせた。

最強怪獣
劇中劇の映画でアクション仮面と戦った怪人。アクションビームに耐える肉体とアクションビームを上回る威力の光線を手から放ち、アクション仮面を圧倒するが、最後は「小林幸子アクションミレニアムビーム」で倒された。

戦闘員
劇中劇の映画で最強怪人が率いる戦闘員。「W」の字を顔に付け、全身白タイツの格好をしており、「ウー」という言葉を発する。人質に取ったミミ子をアクション仮面の前で処刑を実行するが、変わり身の術で最強怪獣の攻撃から逃れたアクション仮面に直接倒された。
エンディングでは、後日船内でのアクション仮面ショーでも登場していた。

## 登場する乗り物

### 乗り物
豪華客船
アクション仮面の映画最新作『南海ミレニアムウォーズ』の船上上映会に参加した野原一家と親子連れの客が招待された。
水上オートバイ
しんのすけ達が大人達を助けに行こうとしんのすけが見つけた水上オートバイ。運転をした経験がない風間は操作に戸惑うが、ボーちゃんがエンジンを入れた。しんのすけがアクセル全開にし、猛スピードで無人島に辿り着く。
ヘリコプター
パラダイスキングが元々この島にやって来るために乗ってきたヘリコプター。コクピットは開放式でありダイナマイトを積んでいる。劇の終盤にパラダイスキングが乗り豪華客船を沈めようと襲撃するがしんのすけとアクション仮面により阻止され最後はしんのすけによって着火したダイナマイトを戻された事により爆破され破壊された。
ジェットパック
アクション仮面がイベントで使用していたジェットパック。パラダイスキングが乗っているヘリに追い付こうと、用意していたジェットパックで飛ぼうとするが強引にしんのすけが同行する。一緒に協力したいしんのすけの気持ちに応えて、パラダイスキングを追いかける。最終的に燃料切れとなり破棄する。

## キャスト
- 野原しんのすけ - 矢島晶子
- 野原みさえ - ならはしみき
- 野原ひろし - 藤原啓治
- 野原ひまわり - こおろぎさとみ
- 風間トオル、シロ - 真柴摩利
- 桜田ネネ - 林玉緒
- 佐藤マサオ - 一龍斎貞友
- ボーちゃん - 佐藤智恵
- 風間トオルのママ - 玉川紗己子
- 桜田ネネのママ - 萩森侚子
- 佐藤マサオのママ - 大塚智子
- 酢乙女あい - 川澄綾子
- 黒磯 - 立木文彦
- よしながみどり - 高田由美
- まつざか梅 - 富沢美智恵
- 上尾ますみ - 三石琴乃
- 園長先生 - 納谷六朗
- 「かすかべ書店」店長 - 京田尚子
- 「かすかべ書店」ベテラン店員・中村 - 稀代桜子
- ふかづめ竜子 - 伊倉一恵
- 魚の目お銀 - 星野千寿子
- ふきでものマリー - むたあきこ
- 大原ななこ - 紗ゆり
- ヨシリン - 阪口大助
- ミッチー - 草地章江
- 野原銀の介 - 松尾銀三
- 隣のおばさん・北本 - 鈴木れい子 ※ED表示なし。
- 染谷 - 岡野浩介
- アクション仮面/郷剛太郎 - 玄田哲章
- 桜ミミ子 - 小桜エツ子
- 北春日部博士 - 増岡弘
- TVナレーター - 伊藤美紀
- キャプテン - 徳丸完
- 航海士 - 大西健晴・岩永哲哉・土門仁
- 最強怪獣 - 立木文彦 ※ED表示なし。
- パラダイスキング - 大塚明夫
- ペガサス - 小林幸子

## スタッフ
| 原作                 | 臼井儀人 (らくだ社) |
| 作画監督             | 原勝徳 堤のりゆき 間々田益男 |
| キャラクターデザイン | 湯浅政明 原勝徳 |
| 美術監督             | 川井憲 天水勝 |
| 撮影監督             | 梅田俊之 |
| ねんどアニメ         | 石田卓也 |
| 音楽                 | 荒川敏行 宮崎慎二 |
| 録音監督             | 大熊昭 |
| 編集                 | 岡安肇 小島俊彦 中葉由美子 村井秀明 川崎晃洋 三宅圭貴 |
| プロデューサー       | 茂木仁史 太田賢司 堀内孝 |
| 監督・脚本           | 原恵一 |
| 絵コンテ             | 原恵一 水島努 |
| 演出                 | 水島努 |
| 原画                 | 末吉裕一郎 湯浅政明 大塚正実 佐藤雅弘 大森孝敏 針金屋英郎 松山正彦 古川尚哉 鈴木大司 釘宮洋 荒川真嗣 清水洋 安藤真裕 吉田忠勝 星野守 米田光良 高倉佳彦 和泉絹子 林隆文 大久保修 石井智美 篠原真紀子 梅芝五朗 橋本英樹 古山匠 David Johnson 寺戸千尋 吉田明代 金子志津枝 若松孝思 原勝徳 堤規至 間々田益男 |
| 色彩設計             | 野中幸子 |
| 動画チェック         | 小原健二 |
| 動画                 | じゃんぐるじむ 妻藤一治 原田一男 西村美幸 田鍋久子 中村朋浩 梶山奏子 橋本里美 古泉竜五 飯澤美幸 新井佐紀子 松浦仁美 麦沢篤 森田修輔 門田明与 別当聖子 須藤友徳 小泉淳 友田久美子 京都アニメーション 村山健治 中峰ちとせ 端由美子 古川かおり 中野恵美 東野伊佐子 真船涼子 渡邊岳泰 佐藤綾 堂園小愛 岡田和子 高井良裕香 栗田智代 河嶋明子 棗田真奈美 木透富子 辻政志 麻新一 シンエイ動画 夢弦館 動画工房 エムアイ マッドハウス 伽藍 |
| 仕上げ               | 京都アニメーション 石田奈央美 竹田明代 藤本さおり 今泉ひとみ 三浦理奈 中辻真弓 津田幸恵 高橋恵子 枝松知子 柴田邦浩 八尾裕美 上羽あつ乃 オフィス フウ 東海林智恵 早川恵美 小平梨加 飯島理恵 佐々木正子 小林シロ 三関江美 本田治子 高木美恵 楠本みゆき ライトフット 今泉ひろみ 田山美月 井口美幸 島根さくら 吉村恵子 渡辺桂子 毛利美保 大木美恵 長沼和美 石塚一規 スタジオ ロード エムアイ マッドハウス トレーススタジオ M          |
| 特殊効果             | 前川孝 山本公 |
| 背景                 | スタジオ ユニ 明石聖子 森尾麻紀 岡部眞由美 古賀徹 高崎あゆみ 池田玲子 本多美紀 越膳滝美 新井由華 アトリエ ローク 沼井信朗 野村可南子 星野直美 下山和人 関富美恵 高橋邦江 OKA.SUDARSANA SUTARA WINAYA WIRTA SURATA |
| 撮影                 | 旭プロダクション 大矢創太 手塚智鶴子 大石英勝 柳川美紀子 小川滋見 大森美奈子 杉澤義雄 佐藤敬子 羽鳥貢 藤野明彦 |
| デジタル合成         | 末弘孝史 下村博文 |
| CGI                  | つつみのりゆき |
| 音響制作             | オーディオ・プランニング・ユー |
| 録音スタジオ         | APUスタジオ |
| ミキサー             | 大城久典 |
| アシスタントミキサー | 田口信孝 内山敬章 田中章喜 山本寿 金子俊也 高塚祐介 辻誠 |
| 音響制作アシスタント | 井澤基 |
| 音響制作デスク       | 加藤知美 山口さやか |
| 効果                 | 松田昭彦 原田敦 （フィズ・サウンド・クリエイション） 効果助手 北方将実 |
| 音楽協力             | イマジン 斉藤裕二 當良一 スコアミキサー 中村充時 |
| タイトル             | 道川昭 |
| 現像                 | 東京現像所 |
| 連載                 | 双葉社 WEEKLYアクション クレヨンしんちゃん特集号 |
|                      | ドルビーデジタル 一部上映館を除く |
| 技術協力             | 森幹生 河東努 コンチネンタルファーイースト (株) |
| デジタル光学録音     | 西尾昇 |
| プロデューサー       | 山川順市 和田やすし 岩本太郎 生田英隆 |
| 制作デスク           | 髙橋渉 魁生聡 |
| 制作進行             | 木野雄 西川昭彦 高橋麗奈 廣川浩二 |
| 制作                 | シンエイ動画 テレビ朝日 ASATSU-DK |
|                      | ©臼井儀人／双葉社・シンエイ・テレビ朝日 2000 |

## 主題歌
- オープニング - 「とべとべおねいさん」
  - 作詞、作曲、編曲 - もつ／歌 - 野原しんのすけ（矢島晶子）、アクション仮面（玄田哲章）（日本コロムビア）
- 挿入歌 - 「吼えよ! ドラゴン」（原曲 - 吼えろ! ドラゴン [Kung Fu Fighting]（1974年））
  - 作詞、作曲、歌 - カール・ダグラス／編曲 - 荒川敏行
- エンディング - 「さよならありがとう」
  - 作詞 - 松本隆／作曲 - 松本俊明／編曲 - 岩﨑元是／歌 - こばやしさちこ／コーラス - 音羽ゆりかご会（日本コロムビア）

## 放送
- 2001年3月31日、2007年12月14日の2回

## VHS・DVD・Blu-ray
- VHS - 2001年3月25日にバンダイビジュアルより発売
- DVD - 2003年4月25日にバンダイビジュアルより発売
- Blu-ray - 2023年4月26日にバンダイビジュアルより発売